# Johann Friedrich Karcher
Johann Friedrich Karcher, auch Johann Friedrich Karger, (* 8. September 1650; † 9. Februar 1726 in Dresden) war ein deutscher Gartenarchitekt und Architekt. Er gilt als „bedeutendste[r] Gartengestalter der augusteischen Zeit.“ Sein Hauptwerk war die Neuanlage des Großen Gartens in Dresden ab 1683.

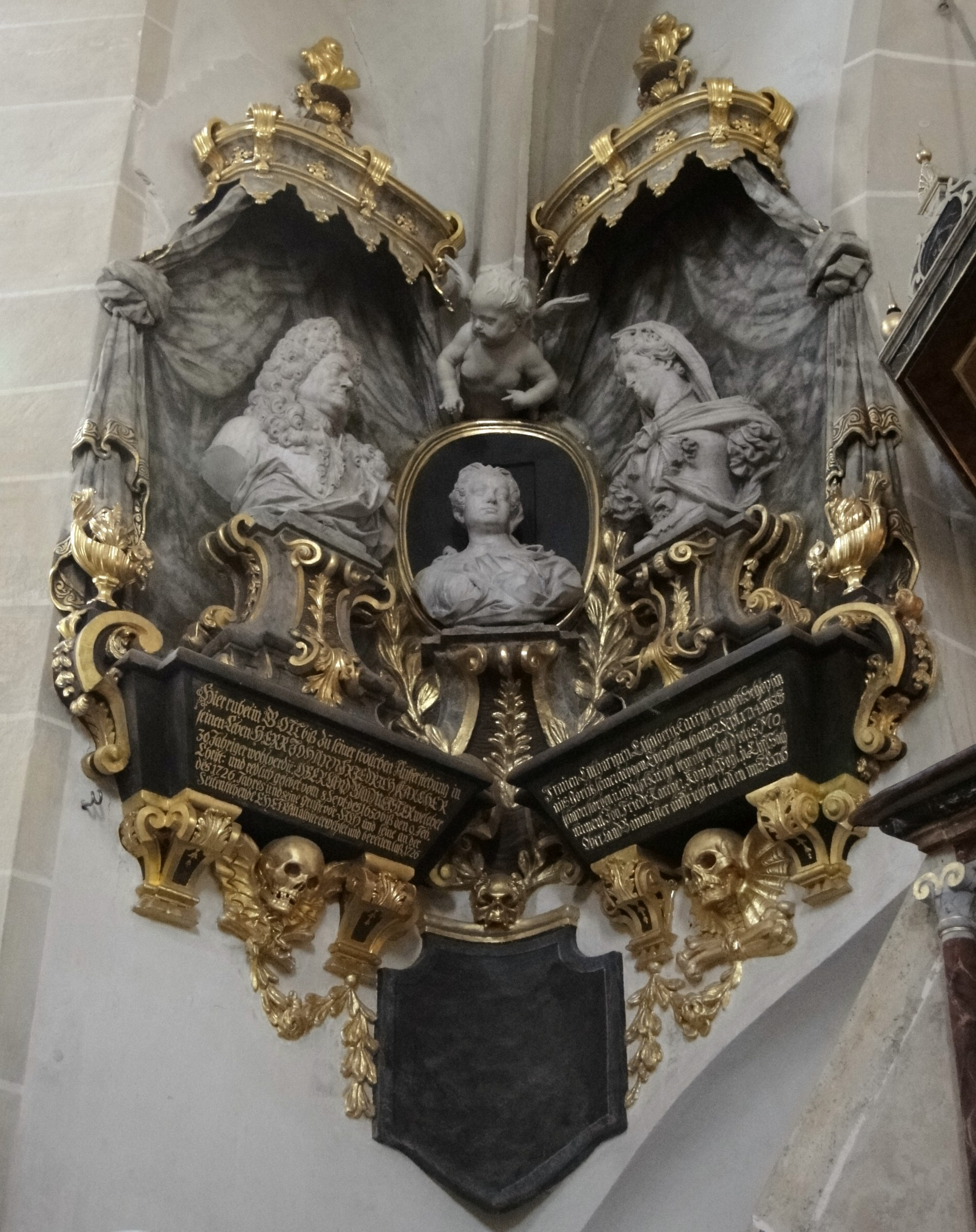
Karcher-Epitaph, mit Büste Karchers (links) in der Kirche Leubnitz-Neuostra

## Leben

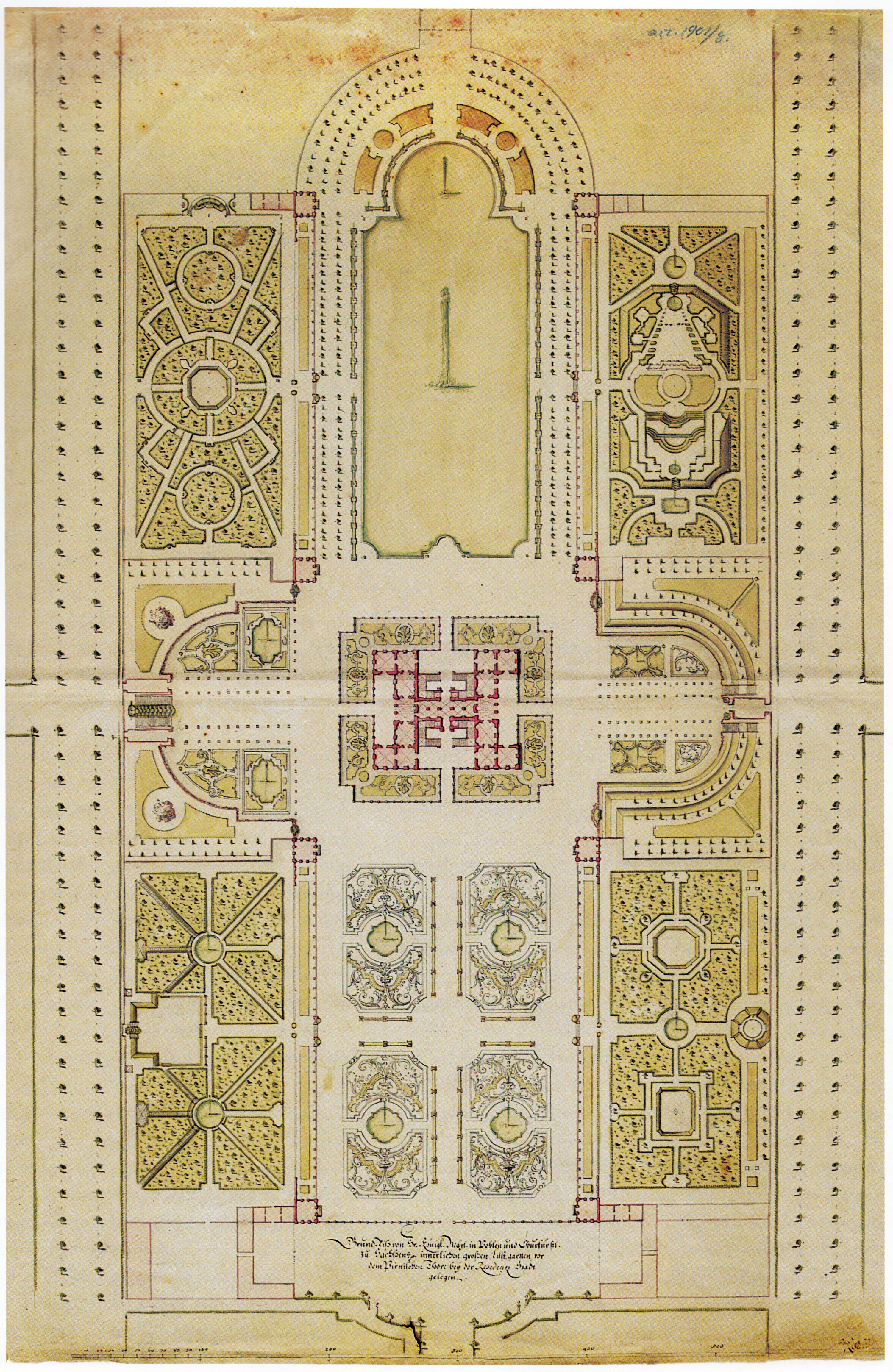
Grundriss des Großen Gartens aus dem Jahr 1714

### Frühe Jahre
Karcher kam 1650 zur Welt. Seine Herkunft ist unbekannt. Es ist möglich, dass er in der Pfalz geboren wurde, sein Sprachgebrauch mit im Niederdeutschen genutzten Worten lässt auf einen längeren Aufenthalt in Norddeutschland schließen. Karcher, der nach zeitgenössischen Quellen „in seiner Jugend die Gärtnerkunst gelernet hatte“, war zunächst als Gärtner tätig. Anfang 1683 kam Karcher über Hamburg nach Dresden, um als einer von vier Gärtnern – neben ihm der Lustgärtner des Der Herzogin Gartens Johann (Hans) Peter Kurz, Martin Göttler und René Dahuron, ein Gutachten über den Zustand des 1676 von Hofgärtner Martin Göttler entworfenen und in Teilen angelegten Jagdgartens, des späteren Großen Gartens, abzugeben. Sein Gutachten ist in einer Abschrift erhalten und enthält Vergleiche zur Gartenkunst in Italien und Frankreich, was darauf schließen lässt, dass ein Teil seiner Ausbildung im Ausland erfolgte. Dabei muss Karcher zwischen 1672 und 1683 auch den Garten von Schloss Versailles gesehen haben, da der Gestaltungsvorschlag einer Brunnenanlage eng an die Gestaltung der Bassins des Saisons in Versailles angelehnt ist. Fritz Löffler bezeichnete Karcher als einen „Schüler … Le Nôtres“ und auch Ernst Sigismund schrieb, dass Karcher „seine Ausbildung in Frankreich in der Schule Lenötres [sic!] empfangen zu haben“ scheint.
Karcher verband seine Reise nach Dresden 1683 auf Anweisung des Oberlandbaumeisters Heinrich Schramm mit einem mehrwöchigen Aufenthalt in Hannover, wobei es sehr wahrscheinlich ist, dass er den dortigen Großen Garten besichtigte.

### Karcher und der Große Garten in Dresden

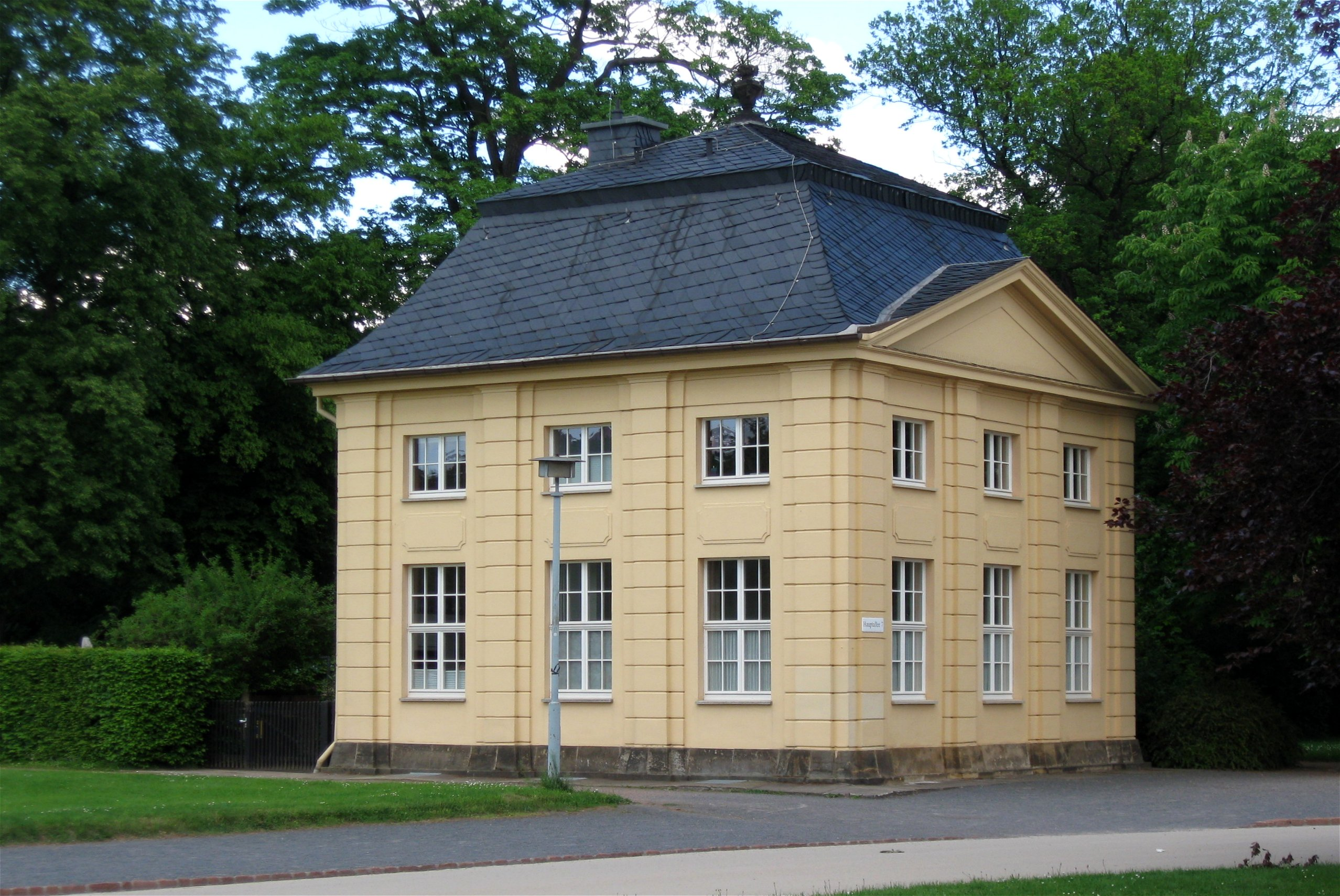
Kavaliershaus (Pavillon F), Bau ab 1693

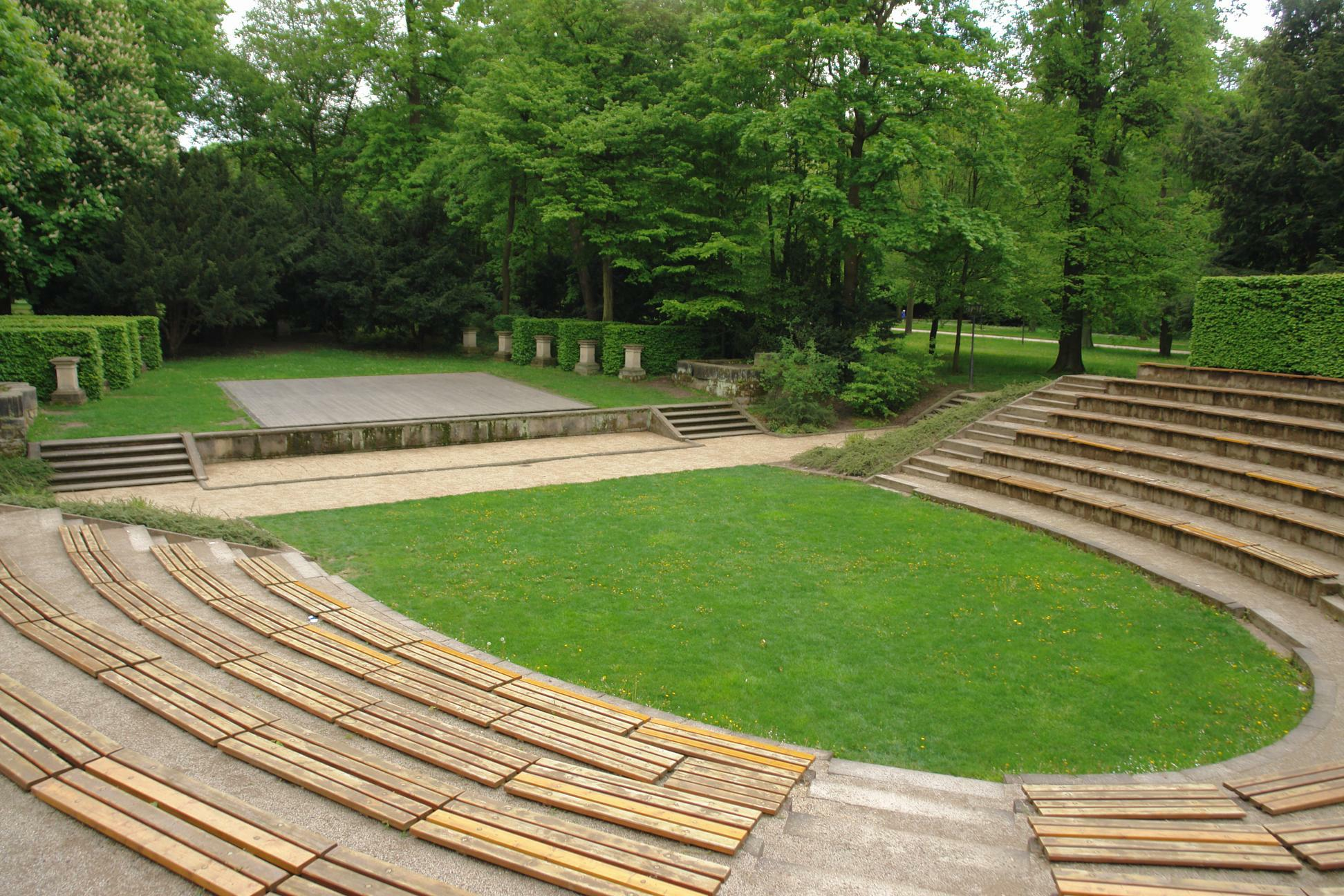
Parktheater, Anlage um 1718

Am 6. August 1683 (Sigismund nennt abweichend das falsche Datum 24. Mai 1684) ernannte ihn Johann Georg III. zu seinem Obergärtner – ein neugeschaffener Posten, der dem Oberbauamt zugeordnet war – und betraute ihn unter anderem mit der besonderen Pflege und Weiterentwicklung des Großen Gartens, der vom damaligen Oberlandbaumeister Johann Georg Starcke beaufsichtigt wurde. Karcher hatte sich in seinem Gutachten 1683 gegen den sternförmigen Entwurf Göttlers ausgesprochen, der Jagd-, Lust- und Küchengarten miteinander zu verbinden versucht hatte. Er begann ab 1683 mit der Umgestaltung des Großen Gartens nach französischem Vorbild, wobei die Größe und die äußere Sternform des ursprünglichen Gartens erhalten bleiben sollten, mit Haupt- und Querallee jedoch eine Neuordnung des Innenbereichs erfolgen sollte. Karcher legte in seinem Neuentwurf dabei direkte Blickachsen zum im Bau befindlichen Palais im Großen Garten an, das seit Ende der 1670er-Jahre von Johann Georg Starcke und Wolf Caspar von Klengel errichtet wurde. Langwierige Bauarbeiten und die Größe des umzugestaltenden Bereichs verhinderten jedoch die Umsetzung der ursprünglich angedachten Neuordnung des Gartens.
Johann Georg III. verstarb 1691; sein Nachfolger Johann Georg IV. ließ den Großen Garten verkleinern, wodurch Karcher eine vollständige Neuplanung des Großen Gartens vornahm. Dabei entfielen die zunächst von Göttler übernommenen Orthogonal- und Diagonalwege vollständig; das Parterre, der nach dem Vorbild französischer Gärten anzulegende innere Bereich, wurde stark verkleinert: Der Große Garten wurde zum „längsrechteckigen Ebenengarten nach französischem, streng geometrischem Vorbild“. Das Palais blieb weiterhin zentraler Fixpunkt der Anlage. Karcher wird von seinem Zeitgenossen Paul Jacob Marperger als Erbauer der „andern nach der neuesten Art in bemeldten Garten aufgeführten Gebäude…“ aufgeführt, wobei es sich bei diesen Gebäuden um die acht Kavaliershäuser handelt, die ab 1693 um das Palais errichtet worden waren. Seine Kenntnisse der Baukunst hatte Karcher durch Wolf Caspar Klengel, aber auch durch Bildungsreisen erworben; umgesetzt wurden die Werke durch Johann Georg Starcke. In der Gegenwart haben sich fünf der acht Häuser erhalten, wobei diese jedoch im 19. Jahrhundert baulich verändert wurden. Aus der frühen Gestaltungsphase des Großen Gartens hat sich bis in die Gegenwart zudem die Grundstruktur des Gartens samt Anlage der Herkules- und Südallee erhalten. Auch die Struktur des Parterre um das Palais stammt aus dem Ende des 17. Jahrhunderts.
Nach dem Tod Johann Georgs IV. im Jahr 1694 kam Kurfürst August der Starke an die Macht. Er trieb den Ausbau des Großen Gartens voran, bestätigte Karchers Umgestaltungskonzept und 1696 auch Karcher in seiner Funktion als Obergärtner. Im Jahr 1699 wurde Karcher von August dem Starken zum Oberlandbaumeister ernannt. Karcher hatte zuvor neben einer Reise nach Italien (1693) auch eine Bildungsreise nach Frankreich absolviert, so war er ab September 1698 in Paris gewesen. Karcher war zu der Zeit neben Christoph Beyer zweiter Oberlandbaumeister, wobei ihm wie auch Beyer die „Inspektion über alle Unsere Civil- und Gartengebäude“ oblag. Im Jahr 1702 wird er neben Beyer als Oberlandbaumeister geführt, wobei er im Gegensatz zu ihm „zugl. Inspector der Königl. Lust-Gärten“ war. Ab 1706 war Karcher nach Entlassung Beyers erster Oberlandbaumeister; der damalige Oberinspektor des Bauwesens August Christoph von Wackerbarth lobte ihn in einer Nachricht an August den Starken als Gartenkünstler, der „sich auf diese Profession so wohl als vielleicht keiner in Teutschland verstehe“.

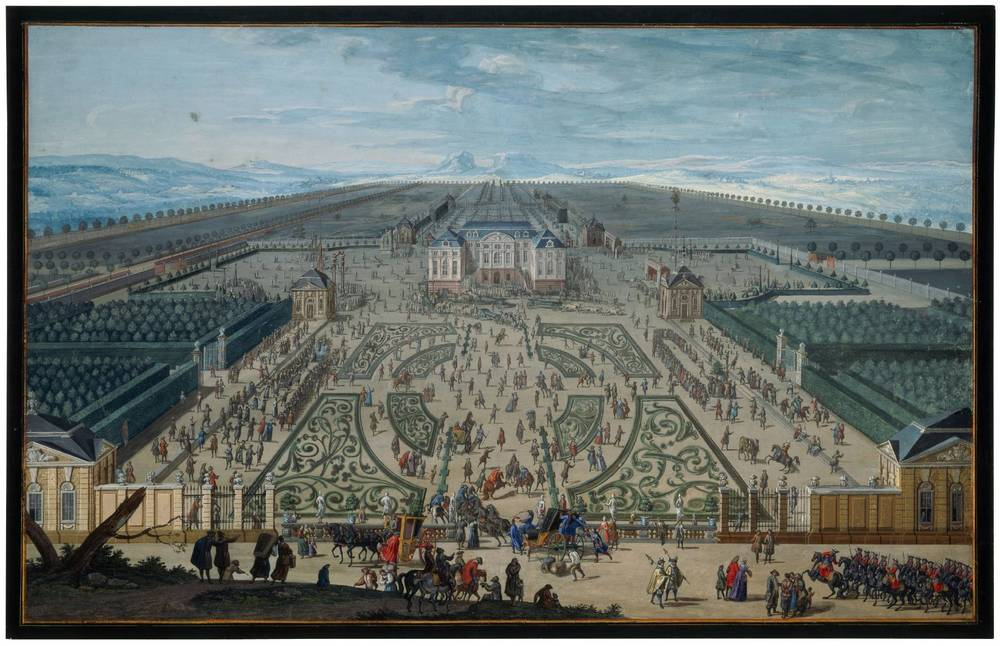
Der Große Garten um 1709 auf einer Zeichnung von Johann Samuel Mock, noch mit seitlichen Bosketts und aufwändigem Parterre

Ab 1709 nahm Karcher weitere Anpassungen an der Umgestaltung des Großen Gartens vor, so wurden Lustwäldchen, sogenannte Bosketts, in das Parterre einbezogen und umgestaltet. Ab 1709 wurde hinter dem Palais zudem die Anlage des großen Palaisteichs geplant, der schließlich bis 1715 angelegt wurde. Bereits 1714 hatte Karcher eine weitere Frankreichreise unternommen und neben Paris auch die Gartenanlagen von Versailles besucht.
Im Rahmen der Vorbereitungen für die Hochzeit von Friedrich August II. und Maria Josepha von Österreich entwarf Karcher unter anderem den sogenannten Venuspavillon, der am Ende des Palaisteichs errichtet wurde und im Rahmen des Venusfestes 1719 genutzt wurde. Zudem wurde die aufwändige Parterrefläche, die unter anderem auf einer Zeichnung von 1709 zu sehen ist, zugunsten einer Turnierfläche beseitigt. Weitere Änderungen, die unter Karcher durchgeführt wurden, waren die Anlage einer Fasanerie, die Umgestaltung des äußeren Gartens hin zu einem Jagdgarten für die Fasanenjagd mit sogenannten Remisen, sowie von 1718 bis 1722 der Bau einer Mauer um den Garten. Weitere Bauten, darunter das erhaltene Parktheater, ein Heckenlabyrinth und eine Orangerie folgten.

### Weitere Arbeiten und Entwürfe
Als Oberlandbaumeister und im Privatauftrag entwarf Karcher zahlreiche Gebäude, überwiegend in Dresden, jedoch auch außerhalb. Nur wenige Bauten wurden ausgeführt bzw. sind erhalten. Zudem erschwert die „quasi-anonyme Planungsweise des kursächsischen Oberbauamts“ in vielen Fällen die eindeutige Zuordnung von Bauten zu einzelnen Baumeistern. Die aktuelle Forschung geht jedoch davon aus, dass ein Teil der Bauwerke, die Matthäus Daniel Pöppelmann zugeordnet werden, mindestens unter Mitwirkung Karchers entstanden.

#### Frühe Arbeiten
Bereits zu Beginn seiner Arbeit 1683 in Dresden verband Karcher den 1682 durch Johann Georg III. erworbenen Rechenbergischen Garten mit dem nördlich angrenzenden, kurz darauf erworbenen Taubeschen Garten. Es entstand ein großer Lustgarten, der in den Folgejahren intensiv für höfische Feste, darunter Karnevalsfeierlichkeiten, genutzt wurde. Über größere Eingriffe Karchers in die bestehenden Gartenstrukturen ist nichts bekannt. In der Gegenwart befindet sich auf dem Gelände des ehemaligen „kurfürstliche[n] kleine[n] Lustgarten[s] vor dem Pirnaischen Tore“ der Blüherpark.
Eine Mitarbeit am Türkischen Garten, auch Italienischer Garten genannt, wie sie von Hermann Heckmann vermutet wurde, ist nicht nachgewiesen, da die Anlage bereits 1668 weitgehend fertiggestellt war und bis zur Umgestaltung 1719 durch Pöppelmann keine weiteren Bauarbeiten nachgewiesen sind.
Karcher fertigte 1693 einen Prospekt von Dresden, der nicht erhalten ist. Er zeichnete zudem die 1695 errichtete Anlage von Marywil; die Zeichnung ist in einem Stich von Peter Schenk aus dem Jahr 1703 überliefert und trägt die Signatur „Joh. Fried. Karcher alias Vetruvius delin.“. Karcher entwarf um 1700 einen Jagdpavillon bei Wermsdorf, dessen Ausführung unklar ist, sowie 1704 ein Kasernengebäude in Dresden-Neustadt, das nicht realisiert wurde.
Als August der Starke im Jahr 1708 in den Niederlanden eine italienische Theatergesellschaft für Dresden engagierte, wies er Karcher im November 1708 an, das „kleine Theatrum bey der Redoute allernächst von des Geh. Cämmeriers Litkens Wohnung“ schnellstmöglich wiederherzustellen. Für den Umbau des Theaters, das Logen besaß, hatte Karcher dabei bis Mitte Januar 1709 Zeit. Das Theater ist nicht erhalten.

#### Festarchitekturen ab 1697

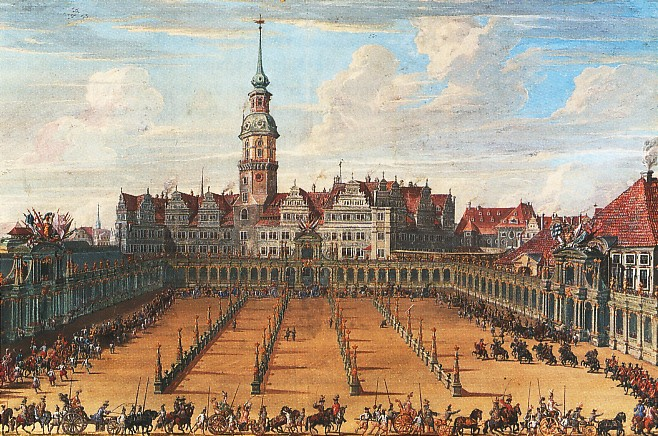
Von Karcher entworfene hölzerne Arkaden vor dem Residenzschloss auf dem heutigen Theaterplatz, 1709.

Nachgewiesen sind verschiedene Festarchitekturen, die nur kurzen Bestand hatten, so ein 1697 im Vorfeld der Königskrönung Augusts des Starken in Tarnowitz erbautes „kleines Colosseum“, das nach wenigen Tagen wieder abgerissen wurde, ein im selben Jahr errichtetes hölzernes Amphitheater im Rahmen der Faschingsfeste in Dresden sowie eine 1699 erbaute Schießarkade mit Kuppelbau auf der Dresdner Vogelwiese. Diese weist bereits große Ähnlichkeit mit dem späteren ersten Orangeriebau für den Dresdner Zwinger auf, weswegen Eberhard Hempel davon ausgeht, dass Karcher „zweifellos ein hervorragender, bisher nicht entsprechend gewürdigter Anteil bei der beginnenden Gestaltung des Zwingers zufällt“. Auch die 1709 anlässlich des Besuchs des dänischen Königs Friedrich IV. durch Karcher entworfenen hölzernen Arkaden lassen bereits die spätere Zwingeranlage erkennen. Die Anlage mit Galerien und Pavillons, die unweit des Residenzschlosses (heute Theaterplatz) erbaut wurde, wurde erst 1714 abgerissen. Möglicherweise können auch die 1709 auf dem Altmarkt errichteten Logenpavillons, die für Turniere genutzt wurden, Karcher zugeordnet werden.

#### Entwürfe für das Warschauer Königsschloss um 1700

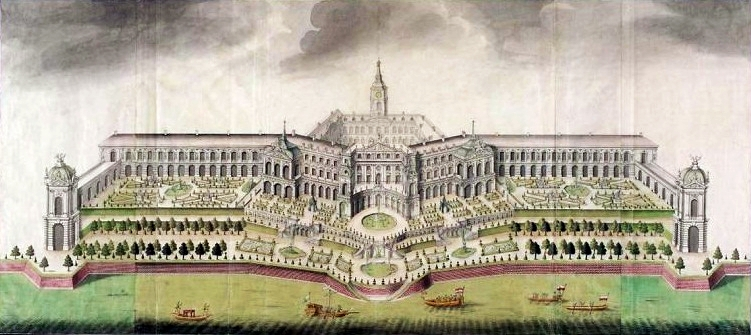
Erweiterungsprojekt des Warschauer Königsschlosses, Entwurf um 1699/1700 Karcher zugeschrieben

Karcher werden Entwürfe für ein Erweiterungsprojekt des Warschauer Königsschlosses zugeschrieben. Walter Hentschel datierte Karchers Entwürfe auf die Jahre 1868 bis 1700; zwischen 1698 und 1701 hielt sich Karcher mehrfach in Warschau auf. Durch einen Kupferstich der Schlosskapelle aus dem Jahr 1703, der auf Karchers Zeichnung beruht, ist die Mitarbeit Karchers an der Ausstattung der Schlossräume belegt. Eine Umsetzung des Schlossumbaus jedoch, der eine aufwändige Schaufront zur Weichsel mit prachtvoller, terrassierter Gartenanlage vorsah, wurde aufgrund des Nordischen Kriegs nicht realisiert.
Im Jahr 1698 hielt sich Karcher auf der Rückreise von Warschau in Berlin auf, wo er für Entwürfe einer Schlosserweiterung 25 Dukaten erhielt. Es ist unklar, ob es sich dabei um Entwürfe für das Berliner Schloss handelte – eine Annahme, die in der Forschung erstmals 1935 auftauchte – oder um eine Präsentation von Entwürfen der Warschauer Schlosserweiterung, wie die neuere Forschung vermutet.

#### Stift Joachimstein und Schloss Tiefenau
Karchers Mitwirkung an Entwurf und Bau des Stifts Joachimstein ab 1707 ist nachgewiesen, der genaue Anteil seiner Arbeit angesichts der Mitwirkung von Pöppelmann und Christoph Beyer jedoch ungewiss. Karcher reichte wie auch Pöppelmann Entwürfe für das Stift ein; Beyer war zu der Zeit zwar an Vorplanungen beteiligt gewesen, verlor sein Amt als Oberlandbaumeister jedoch bereits 1706. Im Jahr 1710 wurde August der Starke vom Bauherrn des Stifts gebeten, „die Ausführung eines Projektes des Oberlandbaumeisters [zu] billigen“. Da nur Karcher Oberlandbaumeister war und es keine Quellen zu einer Ablehnung des Projekts oder einer Neuprojektierung gibt, ist eine Umsetzung des Entwurfs Karchers wahrscheinlich. Teile der Forschung sehen ihn daher als „führenden Architekten“ des Projekts an. Es ist sehr wahrscheinlich, dass auch die Gartengestaltung, die nicht in Originalform erhalten ist, auf Karcher zurückgeht.
Möglicherweise war Karcher zudem als Gartenarchitekt für die Gestaltung der Außenanlagen von Schloss Tiefenau verantwortlich, dessen Bau 1710 angeschlossen war.

#### Arbeit am Taschenbergpalais ab 1707
Als Karchers wohl wichtigstes Bauwerk gilt das heutige Taschenbergpalais. Es entstand ab 1707 in Zusammenarbeit mit seinem Schüler Matthäus Daniel Pöppelmann, so schrieb Marperger 1711, dass „dem Land-Baumeister Karger […] das prächtige Gräffliche Coselische Palatium ihre Kunstreiche Aufführung mit zu dancken [hat]“. Johann Rudolf Füssli nannte Karcher 1779 einen „deutsche[n] Baumeister, baute den prächtigen Coselischen Pallast zu Dresden“. Der genaue Anteil Karchers am Bau ist jedoch ungewiss. Es ist nachgewiesen, dass er den Kauf des Grundstücks organisierte. Auf Karchers Entwürfe geht möglicherweise die heutige Nordfassade des Taschenbergpalais’ zurück, die jedoch auch Pöppelmann zugeschrieben wird.
Karchers Mitarbeit am Wiederaufbau des Dresdner Residenzschlosses nach dem Brand 1701 lässt sich aufgrund seiner Stellung als alleiniger Oberlandbaumeister ab 1706 vermuten, ist jedoch in ihrem Umfang unbestimmt.

#### Schloss Weißenstein 1716–1718
Karcher schuf zwischen 1716 und 1718 Entwürfe für das Schloss Weißenstein und die zugehörige Gartenanlage bei Kassel, die nicht realisiert wurden. Es handelte sich dabei um zwei aus acht Blättern bestehende Entwürfe. Sie zeigen unterschiedliche Varianten, so einmal einen Zentralbau und einmal einen Dreiflügelbau, beide jeweils umgeben von einer aufwändigen Gartenarchitektur. Sie weisen Karcher „sowohl bei der klaren Grundrißdisposition wie der in allen Teilen harmonischen, gut proportionierten und aufeinander abgestimmten Fassadengestaltung als erstklassigen Architekten aus“. Dies ist umso mehr von Bedeutung, als dass es die einzigen von ihm signierten Grundrisse sind und damit die einzigen, die ihm eindeutig zugeordnet werden können. Die Pläne Karchers befinden sich im Hessischen Staatsarchiv Marburg.

#### Garten des Holländischen Palais ab 1718

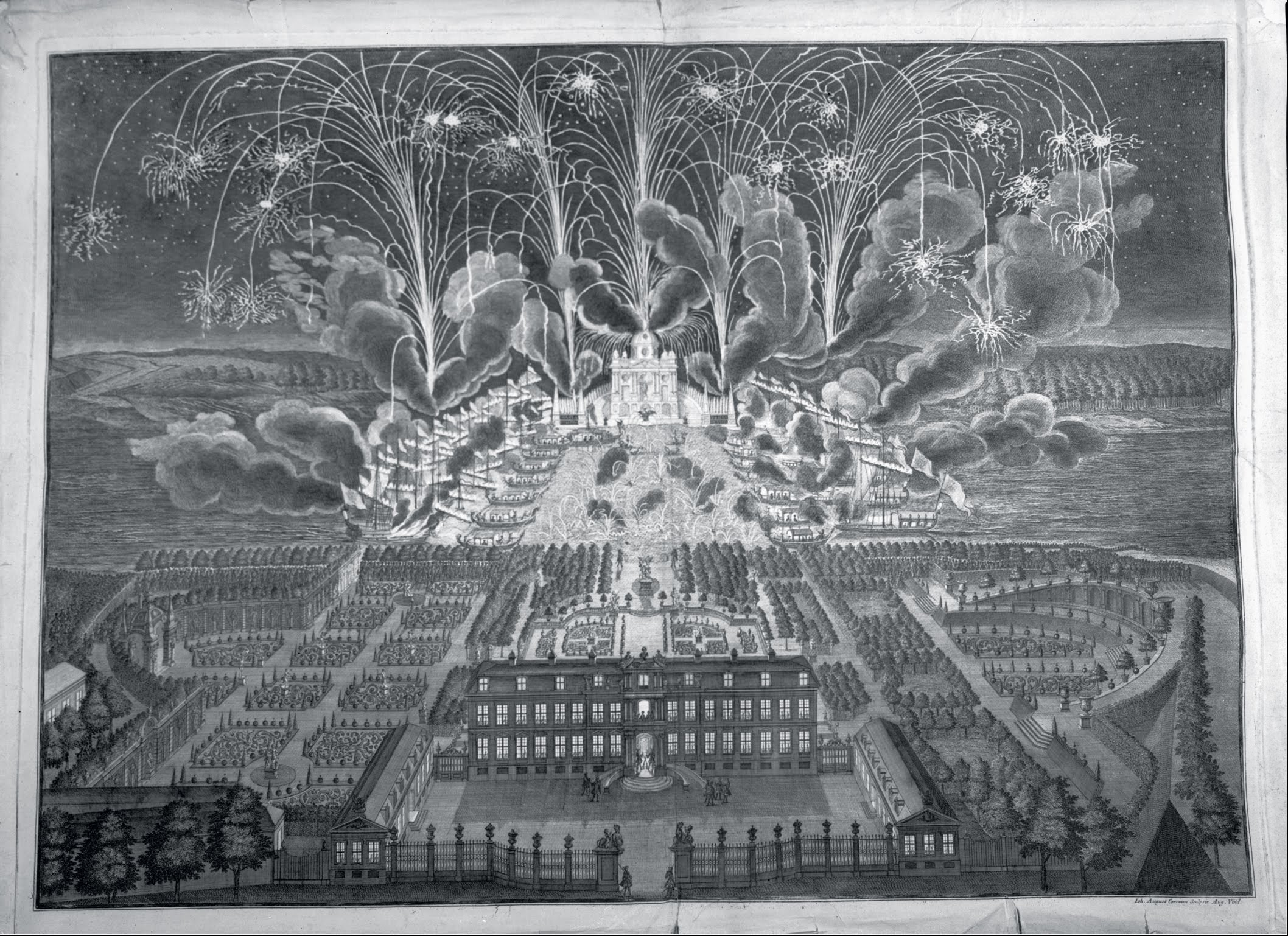
Gartenanlage des Holländischen Palais’, Darstellung 1719

Im Jahr 1718 begann Karcher mit der Gestaltung der Gartenanlage des Holländischen Palais, heute Japanisches Palais. Die nach französischem Vorbild gestaltete, reich terrassierte Gartenanlage blieb unvollendet, so zeigt ein Stich aus dem Jahr 1719 die geplante Anlage. Skulpturen von Pietro Balestra und Antonio Corradini, die im Garten aufgestellt waren, wurden in den Großen Garten übergeführt, darunter Balestras erhaltene Skulptur Die Zeit entführt die Schönheit. Die Gartenanlage selbst ist nur noch fragmentarisch erhalten, sie reichte bis zur halbrunden Anlage am Wall, die Symmetrie war jedoch bereits im 19. Jahrhundert verloren gegangen.

#### Spätwerke
Im Jahr 1718 wird im Zuge der Gestaltungsplanung der Umgebung von Schloss Moritzburg auf ein „projet de Karger“ Bezug genommen, jedoch ist unklar, in welchem Rahmen Karcher an der Gestaltung der Anlagen beteiligt war. Es ist nicht ausgeschlossen, dass sich seine Mitarbeit auf ein zeitlich zurückliegendes Projekt bezieht.
Es ist möglich, dass die Planung des 1723 angelegten Schlossgartens in Neschwitz auf Karcher zurückgeht. Aus dem Jahr 1724 ist eine Zeichnung Karchers überliefert, die einen Schlosskomplex mit Garten zeigt.

### Bautheoretische Ansichten
Karcher legte seine bautheoretischen Ansichten und Vorschläge zwischen 1709 und 1710 in mehreren Versionen unter dem Titel Bedencken wegen Verbeßerung des Bauwesens vor. Auf rund 30 Seiten gab er Ratschläge für Maurer- und Zimmermeister und deren Weiterbildung, schlug einen mit Akzisegeld geförderten Wohnhausbau vor und bot an, selbst Entwürfe anzufertigen und Bauberatung zu leisten. Dies hatte er bereits in den Vorjahren umgesetzt und Bürger bei der Anlage ihres Gartens beraten bzw. Landgärten nach französischem Stil gestaltet.
Ziel Karchers war es, eine größere Beständigkeit von Gebäuden erreichen, so sollten sie feuersicher und wirtschaftlicher, aber auch gestalterisch sinnvoll angelegt werden. Konkrete Vorschläge Karchers waren unter anderem, großzügige Treppen im Haus in der Nähe des Eingangs zu platzieren, Türen und Fenster sinnig zueinander und in geeignete Höhe zu setzen und Räume in sinniger Größe anzulegen, wobei die Küche möglichst hell sein solle und so angelegt sein muss, dass sich im Raum möglichst wenig Rauch und Dampf ansammeln kann. Dächer und Schornsteine sollten eine gleiche Höhe und Linienführung aufweisen, Erker in engen Gassen sollten vermieden werden. Zudem kritisierte er, dass aufgrund der mangelnden Kenntnis der Handwerker für Bauprojekte zu viel Holz geschlagen wird.
Die Einhaltung von erlassenen Bauordnungen im Sinne Karchers wurden in den Folgejahren kontrolliert, wobei es immer „das rechte Maß von Freiheit und Bindung [war], das die Leistungen in diesem Halbjahrhundert bewirkte.“ Karcher war später auch als Ratgeber an Wackerbarths Bauordnung aus dem Jahr 1720 beteiligt.

### Lebensabend und Tod
Karcher verlor 1714 seine erste Frau Katharina Elisabeth, geb. Schöps; der Ehe entstammte Tochter Sophie Eleonore. Im Jahr 1715 heiratete Karcher erneut, doch verstarb seine zweite Frau Anna Theodora, verw. Steinbach, bereits 1717. Karcher selbst hatte ab 1715 teilweise schwere gesundheitliche Probleme, so war bereits 1715 das Gerücht entstanden, dass er infolge einer schweren Erkrankung verstorben sei. Eine weitere schwere Erkrankung folgte 1719. Nachweislich hatte Karcher zudem ein Augenleiden, das sich zunehmend verschlechterte und im Alter zu einer zunehmenden Erblindung führte. In der Folge ging er 1722 außer Dienst. Karcher erhielt im hohen Alter 1723 das Bürgerrecht in Görlitz, der Geburtsstadt seiner beiden Ehefrauen, und erwarb dort den Brauhof.
Karcher verstarb 1726 in Dresden und wurde in der Kirche Leubnitz-Neuostra beigesetzt. Die Kirche hatte 1720 und 1721 im Nordosten einen Anbau in einfachen Barockformen erhalten, den Karcher mitgeplant hatte und an dessen Ausführung er beteiligt war (sog. „Karcheranbau“). In der Familiengruft auf der rechten Seite des Altarraums wurden auch seine erste Frau und später die 1730 verstorbene Tochter Sophie Eleonore beigesetzt.
Über der Familiengruft mit drei Grabplatten befindet sich das kunstvolle Karcher-Epitaph, das 1716 im Auftrag Karchers von Johann Christian Kirchner oder Paul Heermann geschaffen wurde. Das Epitaph zeigt lebensgroße Marmorbüsten der Verstorbenen. Die Inschrift des Epitaphs unter Karchers Büste lautet:

„Hier ruhet in Gott biß zu seiner frölichen Aufferstehung in / seinen Leben Herr / Johann Friedrich Karcher / 30.Jähriger wohlverdie. Ober Landbaumeister welcher / Christl: und redlich gelebet vom 8. Sept. des 1650. biß den 9. Feb. / des 1726. Jahres und seine Grufft vor sich und seine an der / Seiten stehende Ehefrau alhier erwehlet und bereiten lassen 1726.“

## Gedenken

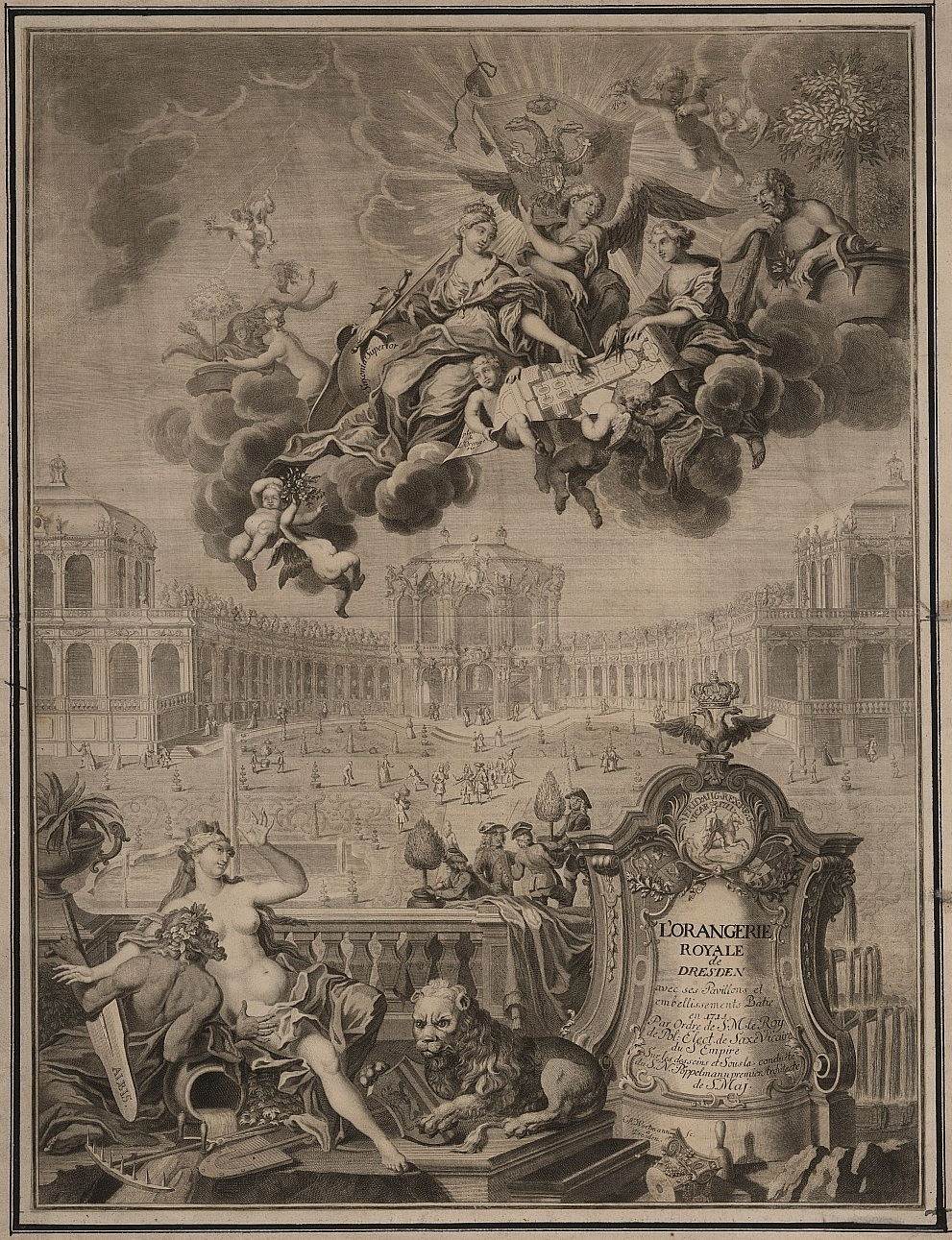
Deckblatt des Zwingerstichwerks 1729: Karcher mit Zweig als Teil der Gruppe in der Bildmitte

Paul Jacob Marperger würdigte Karcher in seinem Werk Gärtneriana 1727 als „grosse[n] Virtuoso… und getreue[n] Königl. Diener“, dem „die kluge Welt gern ein länger Leben gegönnet hätte“.
Pöppelmann ließ Karcher auf dem Deckblatt seines Zwingerstichwerks aus dem Jahr 1729 verewigen: Er ist mit einem Zweig in der Hand Teil einer Figurengruppe im Hintergrund, zu der auch August der Starke, Christoph August von Wackerbarth und Pöppelmann selbst gehören.
Seit 1893 trägt in Dresden die die östliche Begrenzung des Großen Gartens bildende Straße den Namen Karcherallee.

## Werke (Auswahl)
- 1683: Gestaltung des kleinen Lustgartens als Zusammenlegung des Rechenbergischen Garten und Taubeschen Garten, Dresden (heute Blüherpark)
- 1684–1722: Neukonzeption des Großen Gartens, Dresden
- 1707–1711: Taschenbergpalais, Dresden (mit Pöppelmann) (zugeschrieben)
- ab 1707: Stift Joachimstein, Radomierzyce (Mitwirkung)
- bis 1709: Anlage oder Überarbeitung zahlreicher adeliger Landhäuser und zugehöriger Gärten
- 1709: British Hotel, Dresden (zugeschrieben)[64]
- nach 1709: Hotel de Saxe, Dresden (zugeschrieben)[64]
- um 1710: Gartenanlage von Schloss Tiefenau (zugeschrieben)[43]
- 1716–1718: Entwürfe für das Schloss Weißenstein mit Gartenanlage, bei Kassel (nicht umgesetzt)
- 1718: Garten des Japanischen Palais, Dresden
- 1720–1721: Entwurf und Umsetzung Karcher-Anbau – Gruft und Epitaph der Familie Karcher auf der Südseite des Chores der Kirche Leubnitz-Neuostra[65]